# Zračna luka Maršalovi Otoci
Zračna luka Maršalovi Otoci je međunarodna zračna luka smještena na jugu Majura, glavnog grada Maršalovih Otoka. Poznata je i pod nazivom Amata Kabua. Izgrađena je 1943. te je zamijenila zračnu pistu u otočnom mjestu Delap koju su godinu prije izgradile japanske okupacijske snage.
Do 1971. godine u zračnoj luci nije postojala fizička struktura. Tek tada su izgrađeni terminal i moderna pista ali putnici su morali prilikom silaska iz zrakoplova pješačiti do terminala.
2007. je pokrenuta serija projekata modernizacije zračne luke koja je trajala do 2009. Tada su postavljeni zidovi koji su štitili luku od naleta morskih valova dok je postojeća podloga zračne piste zamijenjena asfaltnom a podignut je standard sigurnosti od požara. Zračna luka danas može prihvatiti sve vrste zrakoplova, od malih, srednjih i poslovnih preko propelernih pa sve do velikih putničkih zrakoplova (primjerice Boeing 727, 737 ili veći 767).
Na samoj zračnoj luci dosad se nije dogodila niti jedna zrakoplovna nesreća ili incident.

## Avio kompanije i destinacije
Zračnu luku Maršalovi Otoci koriste sljedeće avio kompanije za civilni transport:
| Zračna luka Maršalovi Otoci | Zračna luka Maršalovi Otoci                                                                                                  |
| Avio kompanija              | Destinacije |
| --------------------------- | --- |
| Air Marshall Islands        | Airok, Aur, Bonriki, Ebon, Enejit, Jabor, Jeh, Kaben, Kili, Kwajalein, Majkin, Maloelap, Mejit, Mili, Namorik, Utirik, Wotje |
| Our Airline                 | Bonriki, Brisbane, Nadi, Nauru                                                                                               |
| United Airlines             | Moen, Guam, Honolulu, Kosrae, Kwajalein, Pohnpei                                                                             |
| Japan Airlines              | čarterski letovi u Majuro |